# Konrad von Würzburg
Pour les articles homonymes, voir Konrad.
Konrad von Würzburg (mort le 31 août 1287), est un poète allemand, une des figures majeures de la littérature allemande de seconde moitié du XIIIe siècle. Il est cité comme l’un des douze maîtres-chanteurs (Meistersinger) aux côtés de Walther von der Vogelweide.
Sa vie n’est pas très connue. Il est né à Wurtzbourg vers 1225-1230. Il n’appartient pas à la noblesse. Il a fait des études classiques et connaît les poètes latins (notamment Ovide et Virgile), ainsi que le français. Il partage sa vie adulte entre Wurtzbourg, Strasbourg et Bâle où il meurt le 31 août 1287.

## Œuvres

### Poèmes hagiographiques et religieux
- Silvester : vie du pape saint Sylvestre.
- Alexius : traduction de la Vie de saint Alexis.
- Pantaleon : vie de saint Pantaléon.
- Die goldene Schmiede (de) : la Forge d’or est un panégyrique de la Vierge Marie.

### Romans et récits en vers
- Der Welt Lohn (de) : le Salaire du monde est un poème en 274 vers sur le thème de dame Nature et du mépris du monde. Un chevalier[1], avide de gloire mondaine et de considération, rencontre dame Nature qui lui démontre combien il fait fausse route. Le chevalier abandonne femme et enfants et se fait soldat du Christ (miles Christi). Ce poème a fait l’objet d’une adaptation musicale et chorégraphique par le compositeur Andras Hamary (pour danseurs, soprano, ténor, chœur et orchestre ; chorégraphie d’Anna Vita) en 2003-2004 à Wurtzbourg[2].
- Partonopier und Meliur, écrit en 1277, est l’adaptation en 21 000 vers du roman français Partonopeus de Blois..
- Engelhard, chanson de geste. Une des sources en est Ami et Amile, histoire d’une amitié exemplaire.
- Der Schwanritter (de) : le Chevalier au cygne, écrit vers 1258, une version allemande du chevalier au cygne. L’œuvre est fragmentaire (1642 vers en subsistent) et ne relate que la première partie de l’histoire : le duc de Saxe conteste les droits sur le duché de Brabant de la femme et de la fille de son frère Godefroid, mort en croisade. L’affaire est portée devant l’empereur Charles. Le duc refuse tout arrangement et demande un combat singulier entre lui-même et le champion des dames de Brabant. Au cours du débat est arrivé un chevalier endormi dans une barque qu’un cygne tire en volant, à l’aide d’une chaîne d’argent. Voyant le désarroi de la duchesse et après avoir entendu la prière de la jeune fille, il se déclare leur champion ; le combat a lieu et le duc de Saxe est tué. Les dames proposent au chevalier vainqueur de prendre l’une d’elles comme épouse. Il refuse d’abord (il n’a fait que son devoir) puis accepte la main de la jeune fille, en y mettant une condition : « Si elle me demande qui je suis, je devrai immédiatement me séparer d’elle pour toute la vie ».
- Herzmäre (de), sur le thème du cœur mangé[3].
- Trojanerkrieg : roman de plus de 40 000 vers sur la guerre de Troie, d'après le roman de Benoît de Sainte-Maure, qui mêle la légende des Argonautes avec le texte d’Homère ; œuvre inachevée.
- Heinrich von Kempten (de) : une chanson de geste qui raconte le bannissement du chevalier Henri de la cour de l’empereur Otton, qu’il a offensé, puis son retour en grâce.
- Turnier von Nantes.

### Poèmes allégoriques
- Klage der Kunst : la Plainte de l’art est une défense allégorique de la poésie.

### Poèmes
- Lieder : poèmes d’amour
- Sprüche : courts poèmes didactiques

### Éditions
- (de) Edward Schröder et Heninz Rölleke (éd.), Konrad von Würzburg : Heinrich von Kempten, Der Welt Lohn, Das Herzmaere, Philipp Reclam jun., Stuttgart, 2000.
- Textes de Konrad von Wüzburg sur le site Bibliotheca augustana : choix de poèmes ; Die Welt Lohn ; Der Herzmaere ; Die goldene Schmiede ; Der Trojanerkriege

### Études
- (fr) A. Moret, L'Originalité de Conrad de Wurzbourg, Lille, 1933 (réimpr. : Slatkine, Genève, 1976)
- (de) Hartmut Kokott, Konrad von Würzburg : ein Autor zwischen Auftrag und Autonomie, S. Hirzel, Stuttgart, 1989  (ISBN 3-7776-0465-8)
- (de) Christian Schmid-Cadalbert (dir.), Des Ritterliche Basel zum 700. Todestag Konrad von Würburg, Öffentliche Basler Denkmalpflege, Bâle, 1987  (ISBN 3-85556-002-1). Catalogue de l'exposition au Stadt- und Münstermuseum (Bâle) et aux Archives d'État de Wurtzbourg, 20 mai-11 octobre 1987.